# Нетканые текстильные материалы
Нетканые текстильные материалы — материалы из волокон или нитей, соединённых между собой без применения методов ткачества.

## История развития отрасли нетканых материалов
С древнейших времён известны два вида нетканых материалов: ватин и войлок.
Началом эпохи современных нетканых материалов считаются 1930-е годы. Первые образцы были созданы в Европе. Это были полотна из вискозных волокон, скреплённых между собой химическими связующими. Несколько позже были освоены и другие способы их получения, различающиеся как по виду сырья, так и по способу скрепления.

### Классификация
Нетканые материалы в зависимости от метода скрепления подразделяются на три класса
- скреплённые механическим способом;
- скреплённые физико-химическим способом;
- скреплённые комбинированным способом

## Исходное сырьё
Нетканые материалы вырабатываются как из натуральных (хлопковых, льняных, шерстяных), так и из химических волокон (например, вискозных, полиэфирных, полиамидных, полиакрилонитрильных, полипропиленовых), а также вторичного волокнистого сырья (волокна, регенерированные из лоскута и тряпья) и коротко-волокнистых отходов химической и других отраслей промышленности.

## Технологии получения
Основные технологические операции получения нетканых материалов:
- подготовка сырья (рыхление, очистка от примесей и смешивание волокон, перемотка пряжи и нитей, приготовление связующих, растворов химикатов и т. д.);
- формирование волокнистой основы;
- скрепление волокнистой основы (непосредственно получение нетканого материала);
- отделка нетканого материала.

### Способы получения нетканого материала
Основной стадией получения нетканых материалов является стадия скрепления волокнистой основы, получаемой одним из способов: механическим, аэродинамическим, гидравлическим, электростатическим или волокнообразующим.
Способы скрепления нетканых материалов:
- Химическое или адгезионное скрепление (клеевой способ) — сформованное полотно пропитывается, покрывается или орошается связующим компонентом, нанесение которого может быть сплошным или фрагментированным. Связующий компонент, как правило, применяются в виде водных растворов, в некоторых случаях используют органические растворители.
- Термическое скрепление — в этом способе используются термопластичные свойства некоторых синтетических волокон. Иногда используются волокна, из которых состоит нетканый материал, но в большинстве случаев в нетканый материал еще на стадии формования специально добавляют небольшое количество волокон с низкой температурой плавления («бикомпонент»).

Механическое (фрикционное) скрепление:
- иглопробивный способ;
- вязально-прошивной способ;
- гидроструйный способ (технология «Спанлейс»).

### Технология «Спанлейс»
Технология «Спанлейс» появилась в 1960-х годах, но впервые была официально представлена фирмой DuPont в 1973 году (материал «Сонтара») и была результатом напряжённой работы, проделанной фирмами DuPont и Chicopee. В 1990-х годах струйная технология значительно шагнула вперёд и стала более производительной и доступной для многих производителей нетканых материалов.
Технология гидросплетения основана на переплетении волокон материала высокоскоростными струями воды под высоким давлением. Обычно полотно скрепляется на перфорированном барабане с помощью струй воды, бьющих под высоким давлением из форсуночных балок. За счёт этих струй волокна холста связываются между собой.
Лидером и новатором в области технологии «спанлейс» является фирма «Rieter».

### Иглопробивные материалы
При данной технологии холст формируется из нарезанного («штапельного») волокна либо из непрерывных нитей («филаментов»), полученных из расплава полимера. Волокна формуются из полимера фильерно-раздувным способом и практически одновременно укладываются в холст. Единичные волокна конечной длины («штапельки») в чесальной машине ориентируются преимущественно в горизонтальном направлении и формируются в холст («ватку»).
Впоследствии уложенный холст проходит процедуру скрепления механическим способом путём пробивания полотна иглами специальной конструкции треугольного сечения, с одной либо двух сторон. Целью иглопробивания является уплотнение уложенных филаментов («штапелек») и спутывание их между собой. На данном этапе технологического процесса полотно приобретает свои прочностные свойства, которые могут варьироваться в зависимости от характера дальнейшего применения иглопробивных полотен. При необходимости пробитый холст проходит процедуру дополнительного термоскрепления при помощи каландра. Также для иглопробивных полотен используемых в качестве основы для полимерных покрытий (линолеум, искусственная кожа, кабельная продукция), применяется дополнительное прогревание в промышленных печах, так называемая «усадка».
Иглопробивная технология очень популярна, поскольку полученный по такому способу производства продукт имеет уникальное сочетание прочностных и потребительских характеристик.
Отрасли применения иглопробивных нетканых полотен: геотекстиль, фильтры, линолеум, ковровые покрытия, автомобилестроение, мягкая мебель, искусственная кожа, одежда, обувная промышленность, галантерея.

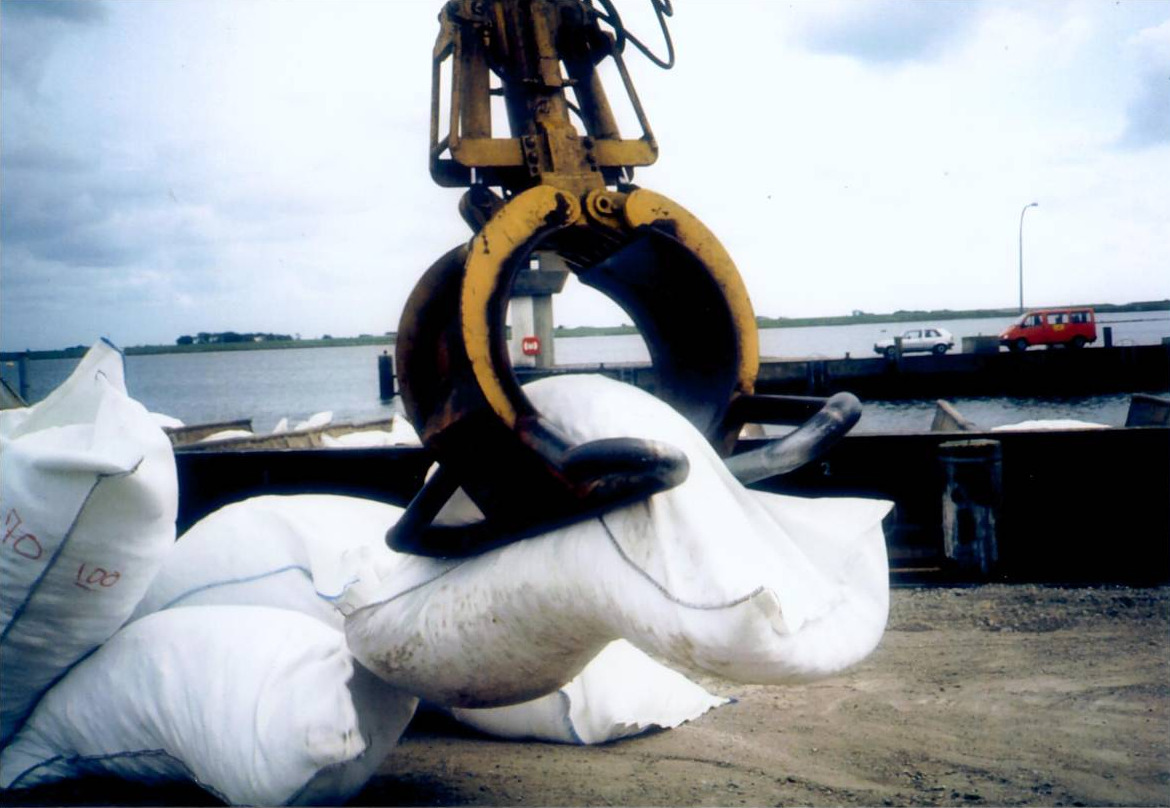
Мешки из нетканного геотекстиля прочнее мешков из тканых материалов той же толщины

### Технология «Спанджет»
Технология, при которой окончательная фиксация происходит с помощью водных струй под высоким давлением. Прочность готового материала несравнимо выше, чем у нетканого полотна, скреплённого любыми иными способами.

### Технология термоскрепления
Суть технологии — воздействие высоких температур (до 180 °C) на легкоплавкие полиэфирные волокна в смеси с другими химическими волокнами, посредством многосекционных печей, в которых рубашка лекгоплавких волокон подплавляется и скрепляется с другими волокнами бесклеевым способом.

### Технология «Strutto»
«Strutto» обозначает вертикальную укладку волокон при производстве нетканых материалов.

### Технология «AirLay»
Технология «AirLay» — это система образования волокон, готовых для иглопробивания и термофиксации. Данная технология предназначена как замена устаревшим кардочесальным машинам и холстоукладчикам.
Производительность такой линии позволяет производить около 1500 кг готовой продукции в час. Грамматура производимого материала варьируется от 150 г/м² до 3500 г/м².
Использование технологии «AirLay» разнообразно. Например, автомобильная промышленность, сельское хозяйство, мягкая мебель, строительство, одежда и упаковка.

### Технология «Айрлайд»
«Айрлайд» — тип нетканых материалов, получивший своё название от способа его производства — воздушная (air) укладка (laid). Представляет собой нетканое полотно из природной целлюлозы хвойных пород древесины, бикомпонентного штапельного волокна и добавок. В отличие от обычного процесса изготовления волокна, «айрлайд» не использует воду в качестве среды для производства волокна.

### Технология «Аэродинамика»
При аэродинамическом способе расчёсанные волокна увлекаются потоком воздуха и переносятся по каналу (диффузору) на сетчатый барабан или транспортёр, где укладываются с образованием холста бесслойной структуры (неориентированное расположение волокон).